# Dookółek dębowy
Dookółek dębowy (Periclista lineolata) – gatunek błonkówki z rodziny pilarzowatych.

## Zasięg występowania
Gatunek szeroko rozpowszechniony w Europie. Notowany w Austrii, Belgii, Chorwacji, Czechach, Estonii, Finlandii we Francji w Holandii, Luksemburgu, Niemczech, Polsce, Rumunii, na Słowacji, w Szwajcarii, Węgrzech, w Wielkiej Brytanii i we Włoszech. 

## Budowa ciała
Gąsienice osiągają do 17 mm długości. Ich ciało jest pokryte licznymi, czarnymi kolcami w kształcie litery Y, kolce na dolnej części boków ciała są mniejsze i często bez rozgałęzień. Ubarwienie zielonkawe do żółtego. Głowa czarna.

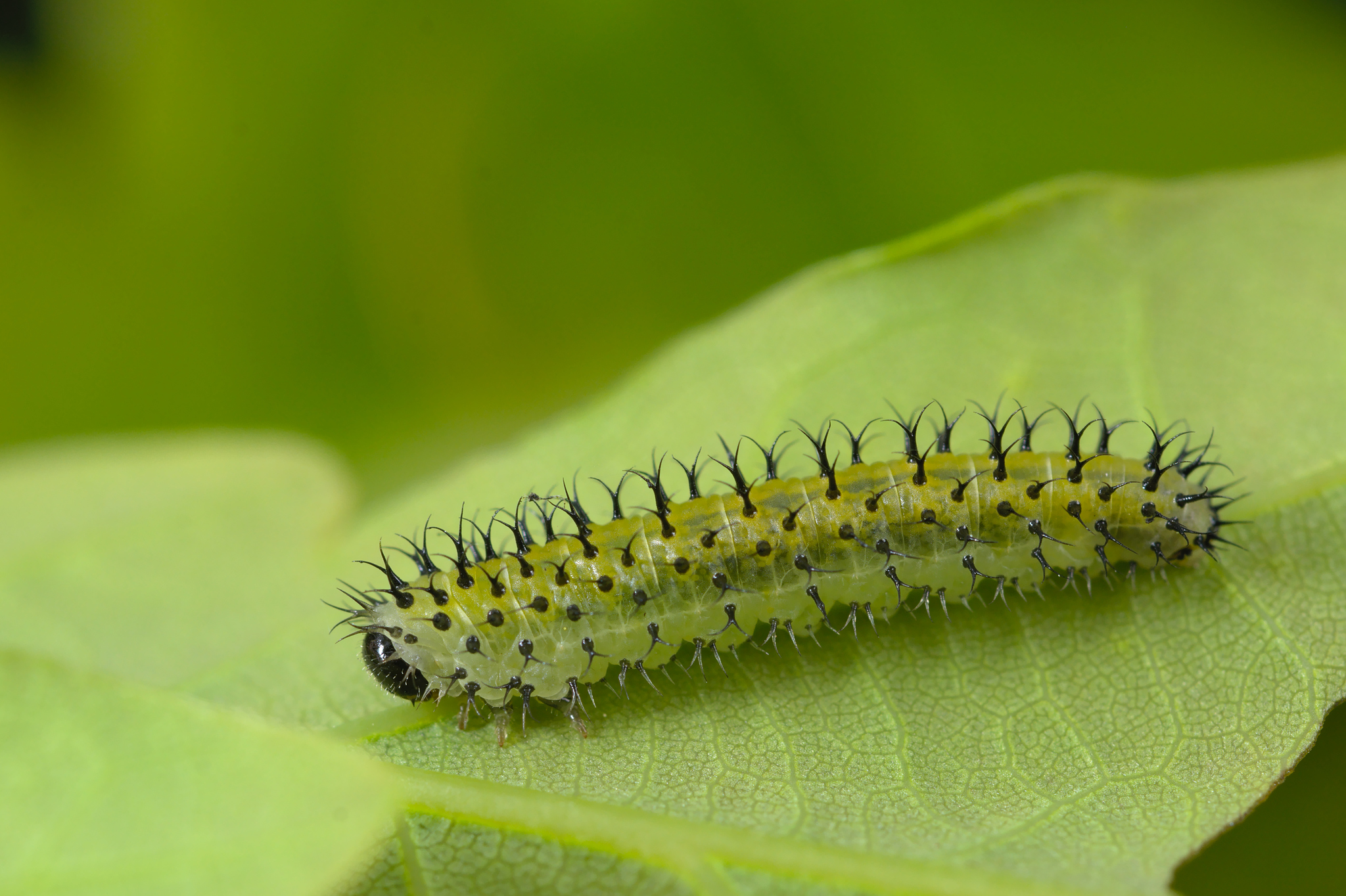
Gąsienica

Imago osiągają 5-6 mm długości. Ubarwienie ciała w większości czarne, połyskujące z krótkimi, białawymi bądź zielonkawymi włoskami. Tegula, brzeg przedtułowia, kolana i golenie są białawe. Skrzydła przeźroczyste, opalizujące, z czarnym żyłkowaniem, na przedniej parze czarna pterostygma.  

## Biologia i ekologia
Gatunek pospolity, liczny, związany z gatunkami z rodzaju dąb, zwłaszcza z dębem szypułkowym.
Imago spotyka się w kwietniu i maju, żywią się one nektarem i pyłkiem kwiatowym. Jaja są składane w pobliżu żyłek rozwijających się liści, najchętniej na młodych, kilkuletnich drzewach. Gąsienice żerują od połowy maja do połowy czerwca na spodniej stronie liści, wygryzając w nich pokaźne dziury.